# Olympische Sommerspiele 1960/Leichtathletik – 4 × 100 m (Frauen)
Die 4-mal-100-Meter-Staffel der Frauen bei den Olympischen Spielen 1960 in Rom wurde am 7. und 8. September 1960 im Stadio Olimpico ausgetragen. In zehn Staffeln nahmen vierzig Athletinnen teil.
Olympiasieger wurde die US-amerikanische Staffel mit Martha Hudson, Lucinda Williams, Barbara Jones und Wilma Rudolph.

Silber ging an Deutschland in der Besetzung Martha Langbein, Anni Biechl, Brunhilde Hendrix und Jutta Heine.
Die Bronzemedaille gewann Polen mit Teresa Ciepły, Barbara Sobotta, Celina Jesionowska und Halina Herrmann.
Staffeln aus der Schweiz und Österreich nahmen nicht teil.

## Rekorde

### Bestehende Rekorde

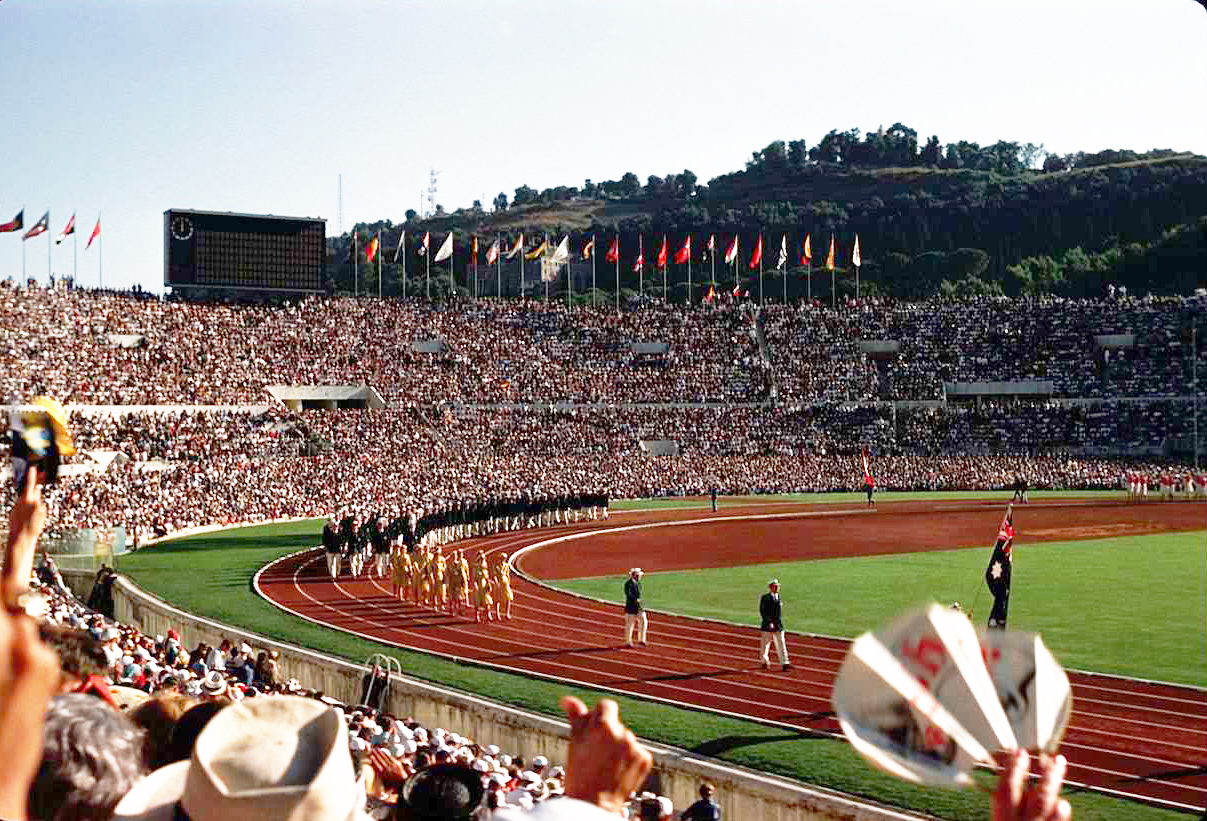
Das Olympiastadion während der Eröffnungsfeier

| Weltrekord         | 44,5 s | Australien (Shirley de la Hunty, Norma Croker, Fleur Mellor, Betty Cuthbert) | Finale OS Melbourne, Australien | 1. Dezember 1956 |
| Olympischer Rekord | 44,5 s | Australien (Shirley de la Hunty, Norma Croker, Fleur Mellor, Betty Cuthbert) | Finale OS Melbourne, Australien | 1. Dezember 1956 |

### Rekordverbesserung
Die US-amerikanische Siegerstaffel verbesserte den bestehenden Olympia- und gleichzeitig Weltrekord im zweiten Vorlauf am 7. September in der Besetzung Martha Hudson, Lucinda Williams, Barbara Jones und Wilma Rudolph um eine Zehntelsekunde auf 44,4 s.

## Durchführung des Wettbewerbs
Zehn Staffeln traten am 7. September zu zwei Vorläufen an, aus denen die jeweils ersten drei Mannschaften – hellblau unterlegt – das Finale am 8. Dezember erreichten.

## Zeitplan
7. September, 15:20 Uhr: Vorläufe

8. September, 17;50 Uhr: Finale

## Vorläufe
Datum: 7. September 1960, ab 15:20 Uhr

### Vorlauf 1
| Platz | Staffel        | Besetzung                                                     | Offizielle Zeit handgestoppt | Inoffizielle Zeit elektronisch |
| ----- | -------------- | ------------------------------------------------------------- | ---------------------------- | ------------------------------ |
| 1     | Großbritannien | Carole Quinton Dorothy Hyman Jenny Smart Mary Bignal          | 45,8 s                       | 45,92 s                        |
| 2     | Deutschland    | Martha Langbein Anni Biechl Brunhilde Hendrix Jutta Heine     | 45,8 s                       | 45,96 s                        |
| 3     | Italien        | Letizia Bertoni Sandra Valenti Piera Tizzoni Giuseppina Leone | 46,6 s                       | 46,76 s                        |
| 4     | Ungarn         | Erzsébet Heldt Mária Bácskai Antónia Munkácsi Ildikó Jónás    | 47,3 s                       | 47,54 s                        |
| 5     | Kanada         | Nancy Lewington Sally McCallum Valerie Jerome Eleanor Haslam  | 47,9 s                       | 48,05 s                        |

### Vorlauf 2
| Platz | Staffel     | Besetzung                                                        | Offizielle Zeit handgestoppt | Inoffizielle Zeit elektronisch |
| ----- | ----------- | ---------------------------------------------------------------- | ---------------------------- | ------------------------------ |
| 1     | USA         | Martha Hudson Lucinda Williams Barbara Jones Wilma Rudolph       | 44,4 s WR                    | 44,50 s                        |
| 2     | Sowjetunion | Wera Krepkina Walentyna Maslowska Marija Itkina Irina Press      | 45,1 s000                    | 45,25 s                        |
| 3     | Polen       | Teresa Ciepły Barbara Sobotta Celina Jesionowska Halina Herrmann | 45,3 s000                    | 45,40 s                        |
| 4     | Panama      | Silvia Hunte Carlota Gooden Lorraine Dunn Jean Holmes-Mitchell   | 46,5 s000                    | 46,66 s                        |
| DSQ   | Australien  | Marlene Mathews Norma Thrower Norma Croker Pat Duggan            |                              |                                |

## Finale
Datum: 8. September 1960, 17:50 Uhr
| Platz | Name           | Nation                                                           | Offizielle Zeit handgestoppt | Inoffizielle Zeit elektronisch |
| ----- | -------------- | ---------------------------------------------------------------- | ---------------------------- | ------------------------------ |
| 1     | USA            | Martha Hudson Lucinda Williams Barbara Jones Wilma Rudolph       | 44,5 s                       | 44,72 s                        |
| 2     | Deutschland    | Martha Langbein Anni Biechl Brunhilde Hendrix Jutta Heine        | 44,8 s                       | 45,00 s                        |
| 3     | Polen          | Teresa Ciepły Barbara Sobotta Celina Jesionowska Halina Herrmann | 45,0 s                       | 45,19 s                        |
| 4     | Sowjetunion    | Wera Krepkina Walentyna Maslowska Marija Itkina Irina Press      | 45,2 s                       | 45,39 s                        |
| 5     | Italien        | Letizia Bertoni Sandra Valenti Piera Tizzoni Giuseppina Leone    | 45,6 s                       | 45,80 s                        |
| DNF   | Großbritannien | Carole Quinton Dorothy Hyman Jenny Smart Mary Bignal             |                              |                                |

Im Einzelfinale über 100 Meter waren sechs Starterinnen aus sechs Nationen vertreten, so gab es vor dem Staffelrennen hier keinen eindeutigen Favoriten. Im zweiten Vorlauf stellte das US-Team jedoch einen neuen Weltrekord auf und war damit der eindeutige Goldkandidat.
Die deutsche Staffel erarbeitete sich im Finale eine Führung von knapp zwei Metern, die bis zum letzten Wechsel Bestand hatte. Wilma Rudolph schloss nun die Lücke zu Jutta Heine und zog an ihr vorbei. Letztendlich war die US-Staffel mit einem Vorsprung von ca. drei Metern vorn. Die Mannschaft Polens gewann die Bronzemedaille.

## Video
- Wilma Rudolph Beats Polio To Become Olympic Champion - Rome 1960 Olympics, youtube.com, abgerufen am 31. August 2021